# Championnats d'Europe de judo 2012
Navigation
Édition précédente Édition suivante
La 61e édition des Championnats d'Europe de judo, la 26e depuis la réunification des compétitions masculine et féminine, se déroule du 25 au 29 avril 2012 à Tcheliabinsk, en Russie. Plus de 400 participants, venus de 45 nations, combattent lors de cette compétition.

## Tableau des médailles
Le tableau des médailles officiel ne prend pas en compte les deux compétitions par équipes.
| Rang  | Nation      | Or | Argent | Bronze | Total |
| ----- | ----------- | -- | ------ | ------ | ----- |
| 1     | Russie      | 5  | 3      | 1      | 9     |
| 2     | France      | 2  | 1      | 3      | 6     |
| 3     | Roumanie    | 2  | 0      | 0      | 2     |
| 4     | Géorgie     | 1  | 1      | 2      | 4     |
| 5     | Israël      | 1  | 1      | 2      | 4     |
| 6     | Hongrie     | 1  | 1      | 1      | 3     |
| 7     | Pays-Bas    | 1  | 0      | 2      | 3     |
| 8     | Portugal    | 1  | 0      | 0      | 1     |
| 9     | Pologne     | 0  | 2      | 1      | 3     |
| 10    | Slovénie    | 0  | 1      | 3      | 4     |
| 11    | Ukraine     | 0  | 1      | 1      | 2     |
| 12    | Belgique    | 0  | 1      | 1      | 2     |
| 13    | Arménie     | 0  | 1      | 0      | 1     |
| 13    | Grèce       | 0  | 1      | 0      | 1     |
| 15    | Allemagne   | 0  | 0      | 4      | 4     |
| 16    | Azerbaïdjan | 0  | 0      | 1      | 1     |
| 16    | Royaume-Uni | 0  | 0      | 1      | 1     |
| 18    | Biélorussie | 0  | 0      | 1      | 1     |
| 19    | Turquie     | 0  | 0      | 1      | 1     |
| 20    | Lettonie    | 0  | 0      | 1      | 1     |
| 20    | Lituanie    | 0  | 0      | 1      | 1     |
| 20    | Suisse      | 0  | 0      | 1      | 1     |
| Total | Total       | 14 | 14     | 28     | 56    |

## Podiums

### Individuels femmes
| Épreuves                          | Or                         | Argent                      | Bronze                                              |
| --------------------------------- | -------------------------- | --------------------------- | --------------------------------------------------- |
| Moins de 48 kg poids super-légers | Alina Dumitru Roumanie     | Charline Van Snick Belgique | Éva Csernoviczki Hongrie Laëtitia Payet France      |
| Moins de 52 kg poids mi-légers    | Andreea Chitu Roumanie     | Natalia Kuzyutina Russie    | Romy Tarangul Allemagne Mareen Kraeh Allemagne      |
| Moins de 57 kg poids légers       | Telma Monteiro Portugal    | Ioulietta Boukouvala Grèce  | Miryam Roper Allemagne Automne Pavia France         |
| Moins de 63 kg poids mi-moyens    | Gévrise Emane France       | Yarden Gerbi Israël         | Alice Schlesinger Israël Clarisse Agbegnenou France |
| Moins de 70 kg poids moyens       | Edith Bosch Pays-Bas       | Katarzyna Klys Pologne      | Rasa Sraka Slovénie Juliane Robra Suisse            |
| Moins de 78 kg poids mi-lourds    | Abigel Joo Hongrie         | Audrey Tcheuméo France      | Ana Velensek Slovénie Maryna Pryshchepa Ukraine     |
| Plus de 78 kg poids lourds        | Ielena Ivachtchenko Russie | Lucija Polavder Slovénie    | Karina Bryant Royaume-Uni Belkıs Zehra Kaya Turquie |

### Individuels hommes
| Épreuves                          | Or                          | Argent                     | Bronze                                                      |
| --------------------------------- | --------------------------- | -------------------------- | ----------------------------------------------------------- |
| Moins de 60 kg poids super-légers | Beslan Mudranov Russie      | Hovhannes Davtyan Arménie  | Jeroen Mooren Pays-Bas Amiran Papinashvili Géorgie          |
| Moins de 66 kg poids mi-légers    | Alim Gadanov Russie         | Tomasz Kowalski Pologne    | Rok Draksic Slovénie Lasha Shavdatuashvili Géorgie          |
| Moins de 73 kg poids légers       | Ugo Legrand France          | Volodymyr Soroka Ukraine   | Dex Elmont Pays-Bas Iosef Palelashvili Israël               |
| Moins de 81 kg poids mi-moyens    | Sirazhudin Magomedov Russie | Murat Khabachirov Russie   | Joachim Bottieau Belgique Konstantins Ovchinnikovs Lettonie |
| Moins de 90 kg poids moyens       | Varlam Liparteliani Géorgie | Grigorii Sulemin Russie    | Andrei Kazusionak Biélorussie Christophe Lambert Allemagne  |
| Moins de 100 kg poids mi-lourds   | Ariel Zeevi Israël          | Levan Zhorzholiani Géorgie | Zafar Makhmadov Russie Elmar Gasimov Azerbaïdjan            |
| Plus de 100 kg poids lourds       | Alexander Mikhaylin Russie  | Barna Bor Hongrie          | Janusz Wojnarowicz Pologne Marius Paskevicius (en) Lituanie |

### Par équipes
- l’astérisque précède les noms des judokas qui n'ont pas combattu en finale mais en demi-finale ou en quart de finale. Pour les médailles de bronze, seuls les cinq athlètes ayant combattu pour l'obtention de ces médailles sont notés.

| Épreuves | Or | Argent | Bronze |
| -------- | --- | --- | --- |
| Femmes   | Russie Natalia Kuzyutina Irina Zabludina Marta Labazina Daria Davydova Ielena Ivachtchenko *Tea Dongouzachvili                                                      | France Priscilla Gneto Automne Pavia Clarisse Agbegnenou Marie Pasquet Anne-Sophie Mondière *Sarah Loko Ketty Mathé | Allemagne Mareen Kraeh Miryam Roper Claudia Malzahn Kerstin Thiele Luise Malzahn Turquie Modèle:Aynur Samat Nazlican Ozerler Busra Katipoglu Selda Karadag Belkıs Zehra Kaya                  |
| Hommes   | Géorgie Shalva Kardava Nugzari Tatalashvili (en) Advantil Tchrikishvili Varlam Liparteliani Adam Okruashvili * Lasha Shavdatuashvili Murat Kodzokov Kamil Magomedov | Russie Musa Mogushkov Batradz Kaitmazov Arsen Pshmakhov Kirill Voprosov Alexander Mikhaylin * Kamal Khan-Magomedov  | Ukraine Hevorg Hevorgyan Volodymyr Soroka Artem Vasylenkob Vadym Synyavsky Stanislav Bondarenko Pologne Pawel Zagrodnik Krzysztof Wilkomirski Lukasz Blach Robert Krawczyk Janusz Wojnarowicz |